# 2010年冬季残疾人奥林匹克运动会斯洛伐克代表团
2010年冬季残疾人奥林匹克运动会斯洛伐克代表团是斯洛伐克派出的2010年冬季残疾人奥林匹克运动会代表团。获得6枚金牌、2枚银牌和3枚铜牌。